# Podolnica
Podolnica je naselje v Občini Horjul. Nahaja se vzhodno od Horjula, na prisojni strani horjulske doline, pod obronkom gozdnatega Kladnika. Zaščitni znak Podolnice je ščurek.

## Cerkev sv. Urha
Na 426 metrov visoki vzpetini med vasema Zaklanec in Podolnica, ki jo domačini imenujejo Grič, stoji podružna cerkev sv. Urha, ki spada pod horjulsko župnijo. Domnevajo, da je bilo na Griču prazgodovinsko naselje. Cerkev je bila prvič omenjena leta 1526 in je bila prvotno lesena, obdajalo jo je obzidje zgrajeno v obrambi proti Turkom. Štirje stolpi v obzidju so vaščanom služili za shrambo hrane. V začetku 18. stoletja je lesena cerkev zgorela, sedanja pa je bila najverjetneje zgrajena leta 1751 in posvečena 1772. Ko je minila nevarnost pred Turki, so podrli zahodni in severni stolp obzidja in okoli cerkve uredili pokopališče. Leta 1991 so domačini ob pod nadzorom spomeniškega varstva obnovili del obzidja s stolpoma in ob notranjem vzhodnem delu obzidja postavili lesen hodnik. Tako je tabor pri sv. Urhu postal zaščiten kulturen spomenik.
Iz Podolnice in Zaklanca do cerkve vodita dobro vzdrževani asfaltni cesti. Cerkev z obzidjem in dvema stolpoma je zelo dobro ohranjena in vsekakor vredna ogleda, od tu pa se lahko odpravite na manj zahteven izlet do Korene (730 m, 1h 15 min), do sosednjega Ključa (623 m, 1h) ali drugih hribov. Cerkev sv. Urha z obzidjem je tudi simbol na grbu horjulske občine.

## PGD Podolnica
V Podolnici zelo aktivno deluje prostovoljno gasilsko društvo Podolnica, ki ima tudi svoj gasilski dom. Podolnico je v zgodovini požar prizadel kar dvakrat -- prvič leta 1862 in drugič leta 1882.

## Deli vasi
Zanimiva so stara imena delov vasi, ki so se ohranila do danes: Na vasi, Ribnik, V borštu, V prugu, Sopovt, Na Griču, Za milino in Kurja vas.